# Voorweg (buurtschap)
Voorweg is een buurtschap behorende tot de gemeente Alphen aan den Rijn in de Nederlandse provincie Zuid-Holland. De buurtschap ligt in het zuiden van de gemeente in de buurt van Voorweg en De Roemer, in het gebied met de boomkwekerijen van Boskoop.
Tot 1 januari 2014 behoorde Voorweg tot de gemeente Rijnwoude, sindsdien behoort het tot de fusiegemeente Alphen aan den Rijn.
Hoofdplaats: Alphen aan den Rijn     Wijken en Buurten: Oudshoorn · Ridderveld · Zegersloot · Hoorn · Hoge Zijde · Lage Zijde · Steekterpolder · Kerk en Zanen · Rietveld

Dorpen: Aarlanderveen · Benthuizen · Boskoop · Hazerswoude-Dorp · Hazerswoude-Rijndijk · Koudekerk aan den Rijn · Zwammerdam

Buurtschappen: Bent · Benthorn · De Roemer · Draaibrug · Gnephoek · Gouwsluis · Groenendijk · Groeneweg · Halve Raak · Heimansbuurt · Hogeveen · Hoogewaard · Hoorn · Kort-Steekterweg · Laag Boskoop · Lagewaard · Loete · Middelburg (deels) · 's-Molenaarsbuurt · Oostbuurt · Otweg · Ridderbuurt · Rietveld · De Roemer · Steekterweg/Goudse Rijpad · Spoelwijk · Voorweg · Westeinde

Historische gemeentes: Rijnwoude · Zuidwijk

Zuid-Holland: Steden en dorpen    Nederland: Provincies · Gemeenten